# 众友仙人

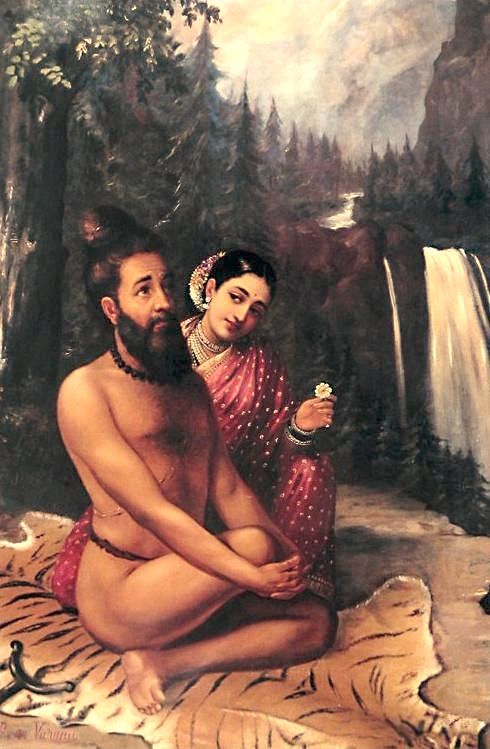
众友仙人和弥那迦

众友仙人（天城体：विश्वामित्र，IAST：Viśvāmitra），是印度神话中最伟大的仙人之一。他出身于刹帝利，最后靠苦行修为变成了梵仙（意即婆罗门仙人）。

## 简介
古老的梨俱吠陀已经提到过众友仙人；传统上把梨俱吠陀第3卷中的颂歌归为他及其家族的作品。在百道梵书中，众友仙人名列七大仙人之一（七仙人代表大熊座）。众友仙人还是大史诗罗摩衍那里的重要人物，史诗说他住在萨罗逾河与恒河的交汇处。众友仙人曾向十车王要求派王子罗摩去诛灭妨碍他修行的罗刹。十车王非常害怕，想要拒绝，几乎触怒众友；后来在王家祭司极裕仙人的劝说下，终于放心地让罗摩去了。结果罗摩轻易地消灭了捣乱的罗刹。在罗摩守卫修行地期间，众友仙人传给了罗摩许多强力的咒语和法宝，从而大大增强了他的实力。后来众友仙人又指点罗摩去参加遮那竭国王为女儿悉多举行的选婿大典，因此推动了整个故事情节的发展。关于众友仙人的许多传说正是通过遮那竭的祭司舍陀南陀（大仙人乔达摩的儿子）之口讲出的。

## 主要神话
关于众友仙人的神话，最详尽者见于罗摩衍那，摩诃婆罗多中也讲到不少。这些神话主要围绕他与另一位大仙、出身婆罗门种姓的极裕仙人的宿怨展开。这个故事揭示了古代印度两个最高种姓婆罗门与刹帝利之间的尖锐斗争，但其过程与结果却未必反映实际，而是受到掌握文化工具的婆罗门刻意改造的结果。
根据神话，众友仙人本来是一位刹帝利国王，名叫憍尸迦。他的曾祖父俱舍据说是“梵天之子”。憍尸迦看上了极裕仙人的那头能满足一切愿望的如意神牛，提出用无数财富去交换它；极裕予以拒绝，于是憍尸迦就企图用武力抢夺，但被前者的无边法力轻易击败。他的军队被如意神牛产生的无数兵士消灭，100个儿子被极裕仙人的诅咒烧成了灰，从天神那里借来的各种武器和法宝也被一一化解。这位国王认识到刹帝利的力量与婆罗门相比是如此渺小，下定决心修大苦行来改变自己的种姓。他抛弃了所有荣华富贵，让仅存的一个儿子继承王位，开始严厉无比的苦行。摩诃婆罗多中说，有一次众友仙人饿得快死了，为了生存下去，他不得不牺牲很多道行去吃一块从最下贱的贱民那里得来的最不洁净的狗肉。这个故事被毗湿摩用来教导坚战在危机时刻要分清主次，以保存生命为先。
众友仙人修行1000年后，大梵天表示可以认可他为一位王仙（即刹帝利仙人）；众友仙人则认为自己的目的并没达到，于是继续苦行下去。此时他的苦行力量已是如此强大，以至于他可以创造另一组星座和天神。陀哩商古是一个甘蔗王族的国王，他渴望能肉身升天。他先去请求极裕仙人，遭拒绝后又去求极裕的100个儿子，结果不但受到嘲笑还被诅咒，变成了一个贱民。最后他遇到了众友，后者非常同情他，决心举行一场宏大的祭祀让他肉身进入天堂。各路仙人纷纷赶来协助祭祀，只有极裕的儿子们为此愤怒不已，其中一个儿子摩护陀耶还侮辱众友。众友仙人大怒，诅咒极裕的儿子们都要转世成吃狗肉的贱民，摩护陀耶则会变成一个尼沙陀（从事渔猎与采集生活的原始部落）。祭祀开始后，天神们谁也不来光顾；众友又生气了，直接用自己的法力让陀哩商古飞上天空。因陀罗企图把他踢下来，结果被暴跳如雷的仙人阻住，这位国王于是就悬在了半空中。怒不可遏的众友仙人为了满足陀哩商古的愿望，在南天星空中创造了另一个天宫让他待在那里，这就是南十字座。
众友仙人在苦行中也曾主持正义。有一个穷人的儿子狗尾被一位国王买下，要去做人祭的牺牲。众友仙人同情他的遭遇，又见他聪明勇敢，就想要收他当养子。众友的一些儿子表示反对，声称狗尾的出身太下贱，收养他就如同“吃狗肉”。仙人被儿子们激怒，诅咒后者在一千年里都要转世成只能吃狗肉的贱民。因此众友仙人是印度许多非雅利安部落和贱民集团的祖先。之后，众友教给狗尾一个咒语，狗尾就凭着这个咒语免于一死。
神王因陀罗发现众友仙人如此可怕的修为后十分恐慌，派一名美丽的天女弥那迦下凡去诱惑他，企图破坏他的苦行。弥那迦一开始成功地迷惑了苦行中的仙人，但后来众友识破这是因陀罗的诡计，将弥那迦赶走。根据摩诃婆罗多，这段因缘的结果是产生了一个女儿，即著名的沙恭达罗（豆扇陀的妻子，俱卢族的祖先）。梵天见状，亲自赶来授予众友仙人以“大仙”的称号，但众友表示他的目的是成为婆罗门，于是继续苦行。
天神们得知众友仙人的苦行不仅没有停止反而变本加厉，一个个吓得心惊胆战。因陀罗又派了一名天女兰跋前去诱惑众友仙人，但立刻就被识破（兰跋被愤怒的仙人变成了一块石头）。最后，众友仙人的苦行功果终于被梵天和所有天神所承认，如愿以偿地成为了一位梵仙。极裕仙人也承认了他的修为，两个人化敌为友。然而根据摩诃婆罗多，他们还有另一段恩怨。有一位甘蔗王朝的国王叫斑足王，他请极裕仙人做自己的祭司而未请众友，令后者感到受到了侮辱。正巧斑足王受到极裕的一个儿子的诅咒，将要变成一个吃人的恶魔；众友仙人乘机把一只罗刹放进斑足王体内，导致后者吃掉了极裕仙人的所有儿子。极裕仙人在极度痛苦中屡次想要自杀，但由于神力护体而未能成功。

## 资料来源
- 《世界神话辞典》，辽宁人民出版社，ISBN 7-205-00960-X
- 《罗摩衍那》，季羡林译，季羡林文集
- 《摩诃婆罗多》，中国社会科学出版社，ISBN 7-5004-5246-2